# طوبال عثمان (قائد عسكري)
طوبال عثمان أغا (بالتركية: Topal Osman)‏ (من مواليد عام 1883 بمدينة غيرسون بولاية طرابزون، والمُتوفى في 2 أبريل 1923 بأنقرة) هو قائد للمليشيات التركية في أواخر عهد الدولة العثمانية وأوائل فترة الجمهورية التركية. قاد الفوج 42 والفوج 47 من المتطوعين بمدينة غيرسون. كانت رتبته الأخيرة مقدم من الميليشيات التركية.

## حياته

### حرب البلقان
كان طوبال من قدامى المحاربين في حروب البلقان (1912-1913)، حيث فقد إحدى قدميه، ومنها أخذ لقب طوبال وهو ما يعني الأعرج.

### الإبادة الجماعية للأرمن
كان من المعروف أن طوبال عثمان كان مسؤولاً عن مذابح ضد الأرمن خلال الحرب الأهلية العثمانية في منطقة البنطس حيث كان يتمركز خلال الحرب العالمية الأولى. أثناء وجوده فيطرابزون، صنع طوبال عثمان اسمًا له في ربيع عام 1915 كقائد لسرب العصابات. كما كان من المعروف أن عثمان شارك مع إسحاق تشافوش وبايروغلو حسين في قيادة المجازر التي تعرض لها السكان الأرمن المحليون. وخلال هذا الوقت، استفاد عثمان أيضًا من مصادرة الأصول والممتلكات الخاصة بالأرمن.

### الإبادة الجماعية اليونانية
بعد الحرب العالمية الأولى واصل طوبال عثمان عملياته في منطقة البحر الأسود، واستهدف هذه المرة المسيحيين اليونانيين المتمردين خلال حرب الاستقلال التركية. ويُنظر إليه على أنه أحد مرتكبي الإبادة الجماعية اليونانية، خاصةً في المنطقة الشمالية التركية المعروفة تاريخياً باسم البنطس. ووفقًا لسيرة مصطفى كمال أتاتورك الأخيرة، كان طوبال عثمان «منظفًا عرقيًا ساديًا للأرمن والإغريق». كان عثمان مع عصابة من قطع الحناجر، مسؤولين عن المذابح والترحيل والتدمير ومصادرة أملاك السكان المحليين، بالإضافة للاستيلاء على الممتلكات والابتزاز والاغتصاب وغيرها من الفظائع في جميع أنحاء هذه المنطقة بما في ذلك مدن وبلدات وقرى سامسون ومرزيفون وغيرسون وتايربولو ويوني وهافزا وبولانكاك. رفض طوبال الأسلحة والتعاون المُبرم مع حكومة وسكان طرابزون، حيث كانت المثل العليا المؤيدة للثقافة العثمانية أقوى بسبب العلاقات الأسرية بين الأعراق والديانات. وبدافع الغضب من هذا الرفض، دمر طوبال عثمان بعض المنازل في حي مسيحي قبل أن يجبره عمال ومسؤولو موانئ تركية مسلحون على الخروج من المدينة. جنبًا إلى جنب مع اغتياله اللاحق لنائب طرابزون علي شكرو بك (زعيم أول حزب معارض تركي)، أدى ذلك إلى عداء طويل الأمد بين الحكومة القومية لمصطفى كمال وسكان طرابزون.

### إعدام طوبال عثمان
أمر مصطفى كمال إسماعيل حكي بك، قائد كتيبة الحرس الرئاسي في ذلك الوقت، بأخذ طوبال عثمان وزملاؤه إلى الحجز. كان عثمان محاصراً في مخبأه في أجنحة سيران باولاري، وفي تبادل إطلاق النار الناتج عنه، أُصيب وأُسر في 1 أبريل 1923. أُعدم برصاصة في الرأس في وقت لاحق من ذلك اليوم بناءً على أوامر إسماعيل حكي.
وفي 2 أبريل، بناءًا على إصرار من «المجموعة الثانية»، تم تعليق جثته عند بوابة مبنى البرلمان (المغروف اليوم بمتحف حرب الاستقلال) ليراها الشعب . وفقًا لبعض المصادر، علقت جثته مقطوعة الرأس في ميدان أولوس. ويرقد جسده الآن في مدينة غيرسون.